# HMAS Albatross (1928)
La HMAS Albatross (successivamente HMS Albatross) è stata una nave appoggio idrovolanti della Royal Australian Navy. Costruita nei cantieri di Cockatoo, venne impostata nell'aprile 1926, varata il 23 febbraio 1928 ed entrò in servizio il 23 gennaio 1929. Nel 1938 venne trasferita alla Royal Navy dove rimase in servizio fino al 3 agosto 1945 come nave riparazioni.

## Servizio

### Nella Royal Australian Navy
Al momento dell'ingresso in servizio, nel gennaio 1929, la Albatross venne inviata a Port Phillip per imbarcare gli idrovolanti Seagull III della Royal Australian Air Force, operando poi nella zona di Jervis Bay per le prove in mare e l'addestramento. Durante l'estate ospitò a bordo il Governatore Generale dell'Australia con la moglie trasportandoli nei territori sotto mandato australiano nel Pacifico sudoccidentale. Negli anni successivi operò in diverse zone della costa australiana, rimanendo per la maggior parte del tempo assegnata alla base di Darwin, sulla costa nord. Nel mese di aprile 1933 gli aerei imbarcati vennero rimossi e l'unità trasferita nella riserva, venendo utilizzata sporadicamente come base per idrovolanti di passaggio. Nel 1936 venne sottoposta ad un ciclo di lavori durante i quali venne installata una nuova catapulta. Tornata in servizio per effettuare le prove in mare, venne ritrasferita in riserva subito dopo. Dal 1937 iniziarono i colloqui per cedere l'unità alla Royal Navy come parziale pagamento per l'incrociatore leggero Hobart, in costruzione a Devonport. Nei primi mesi del 1938 venne raggiunto un accordo per la cessione della nave, che venne riportata in servizio attivo per il trasferimento nel Regno Unito. Salpata l'11 luglio seguente, giunse a destinazione l'8 settembre dopo aver effettuato soste a Singapore, Ceylon e Suez. Venne quindi radiata dalla Royal Australian Navy entrando immediatamente a far parte della riserva della marina militare britannica.

### Nella Royal Navy
Dal mese di ottobre venne sottoposta a una serie di lavori durante i quali una gru per lo spostamento degli idrovolanti venne rimossa. Nei primi mesi del 1939 venne spostata in servizio attivo a causa delle crescenti tensioni europee. In giugno venne deciso il trasferimento a Freetown, in Sierra Leone, prima del quale vennero imbarcati sei mezzi aerei. Da settembre, con lo scoppio della seconda guerra mondiale, venne utilizzata come base fissa per voli di ricognizione nell'Atlantico con compiti di difesa delle navi mercantili e ricerca delle corsare tedesche. Durante il 1940 rimase di base a Freetown, non partecipando però all'Operazione Menace, ovvero il tentativo di sbarco di forze della France libre a Dakar. Nel febbraio 1941 venne trasferita a Simon's Town, in Sudafrica, per essere sottoposta a riparazioni. Pochi mesi dopo venne deciso di trasferire la nave negli Stati Uniti d'America per eseguire lavori di modernizzazione nei cantieri di Mobile, in Alabama. Sbarcati gli idrovolanti, la Albatross giunse a destinazione per la fine dell'anno. I lavori durarono fino al mese di aprile, quando l'unità tornò a Freetown per essere poi designata per appoggiare le operazioni navali nell'oceano Indiano.
In maggio, durante il viaggio di trasferimento, venne aggregata come scorta ai convogli WS18 e WS19, venendo quindi impiegata dal mese successivo nella difesa del traffico mercantile con base a Kilindini, in Kenya. In luglio venne impiegata insieme ai cacciatorpediniere Griffin e Foxhound per stabilire una base avanzata sull'isola di Mayotte, nel canale del Mozambico in vista di un futuro sbarco in Madagascar. Il mese successivo appoggiò gli sbarchi, denominati Operazione Stream, che avevano l'obiettivo di prendere totalmente il controllo dell'isola dopo una prima avanzata nel mese di maggio. Il 10 settembre venne impiegata assieme alla portaerei Illustrious per fornire supporto aereo alle truppe a terra. In novembre venne deciso di sottoporre la nave ad un ciclo di lavori di raddobbo, che iniziarono a Durban nel mese di dicembre, dopo lo sbarco degli idrovolanti di bordo. Nel febbraio 1943 venne deciso di completare i lavori nei cantieri di Bombay, dove la Albatross rimase fino al mese di giugno, quando venne richiamata in patria.
Giunta nella base navale di Devonport a settembre, venne ritirata dal servizio attivo come nave appoggio idrovolanti. Il mese successivo iniziarono i lavori per convertire l'unità in nave riparazioni dopo la rimozione delle gru di bordo e dell'armamento principale di prua. Negli spazi utilizzati come hangar vennero situate le officine riparazioni, mentre un radar Type 286 venne installato sull'albero di prua e l'armamento antiaereo venne migliorato con l'installazione di sei cannoni da 20 mm Oerlikon. Prima della fine dei lavori venne deciso che l'unità avrebbe appoggiato come parte della forza S il previsto sbarco alleato in Normandia denominato, nella sua componente marittima, Operazione Neptune. La nave tornò quindi in servizio con la denominazione di Landing Ship Engineering (LSE). In maggio, giunta a Portsmouth, venne assegnata al Gooseberry 5, parte di un Mulberry Harbour da stabilirsi nei pressi di Ouistreham.
L'8 giugno, due giorni dopo il D-Day, salpò dall'estuario del Tamigi per raggiungere la posizione assegnata, arenandosi però il giorno dopo sulle Goodwin Sands, riuscendo comunque a riprendere il mare in 24 ore. Il 9 giugno venne anche attaccata da un singolo Me 109 senza ricevere seri danni. Giunta a destinazione al largo delle spiagge di sbarco il 10 giugno, fornendo anche fuoco di appoggio e difesa antiaerea. Nello stesso giorno un marinaio venne ucciso dal fuoco nemico da terra. Nei giorni seguenti i meccanici di bordo eseguirono riparazioni su numerosi mezzi da sbarco, danneggiati durante le operazioni dal fuoco nemico e dalle condizioni del mare. Dopo un breve viaggio in patria per rifornimento, tornò ad operare al largo di Juno Beach. L'11 agosto seguente venne colpita da un siluro che causò gravi danni strutturali ed uccise 66 uomini dell'equipaggio. L'unità venne trainata in patria dal rimorchiatore olandese Zwart Zee. Entrata in cantiere per riparazioni, vi rimase fino al mese di marzo 1945, venendo in seguito utilizzata come nave appoggio dragamine. Il 3 agosto seguente, dopo la fine del conflitto in Europa, venne ritirata dal servizio e radiata.

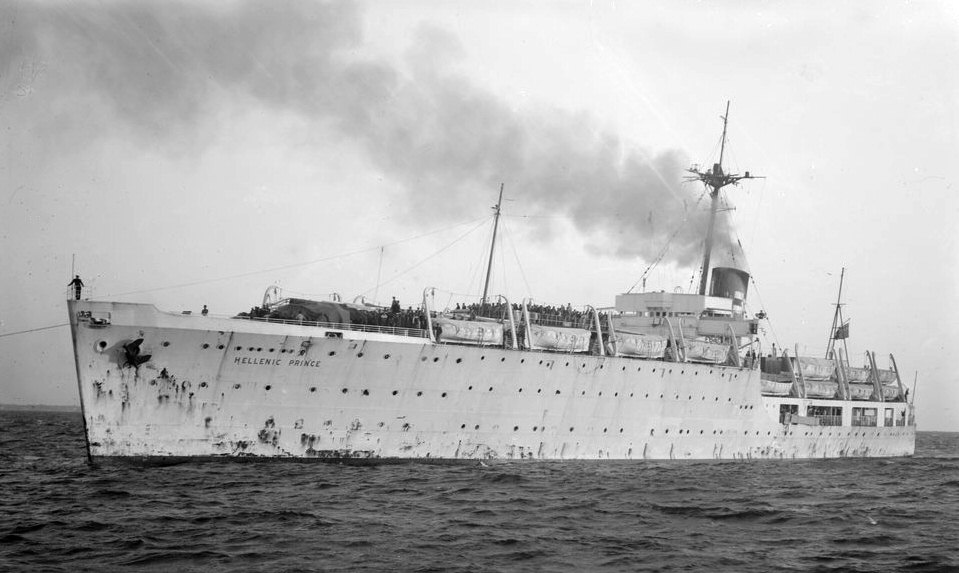
La Hellenic Prince (ex HMS Albatross) nel 1950 circa

### Nella marina mercantile
Il 19 agosto 1946 venne venduta alla South Western Steam Navigation Company per essere utilizzata come nave mercantile. Inizialmente venne ribattezzata Pride of Torquay, mentre in seguito, nel novembre successivo, il nome venne cambiato in Hellenic Prince. La nave venne utilizzata principalmente per il trasporto di emigranti tra Napoli e l'Australia. Rimase quindi in uso fino al 1954 quando venne venduta per essere demolita. Giunse a rimorchio ad Hong Kong il 12 agosto per l'inizio dei lavori.